# Imre Fábián
Imre Fábián (* 15. Juni 1930 in Mátészalka; † 19. Dezember 2002 in Hamburg) war ein ungarischer Musikhistoriker, Musikkritiker und Opernforscher.

## Karriere

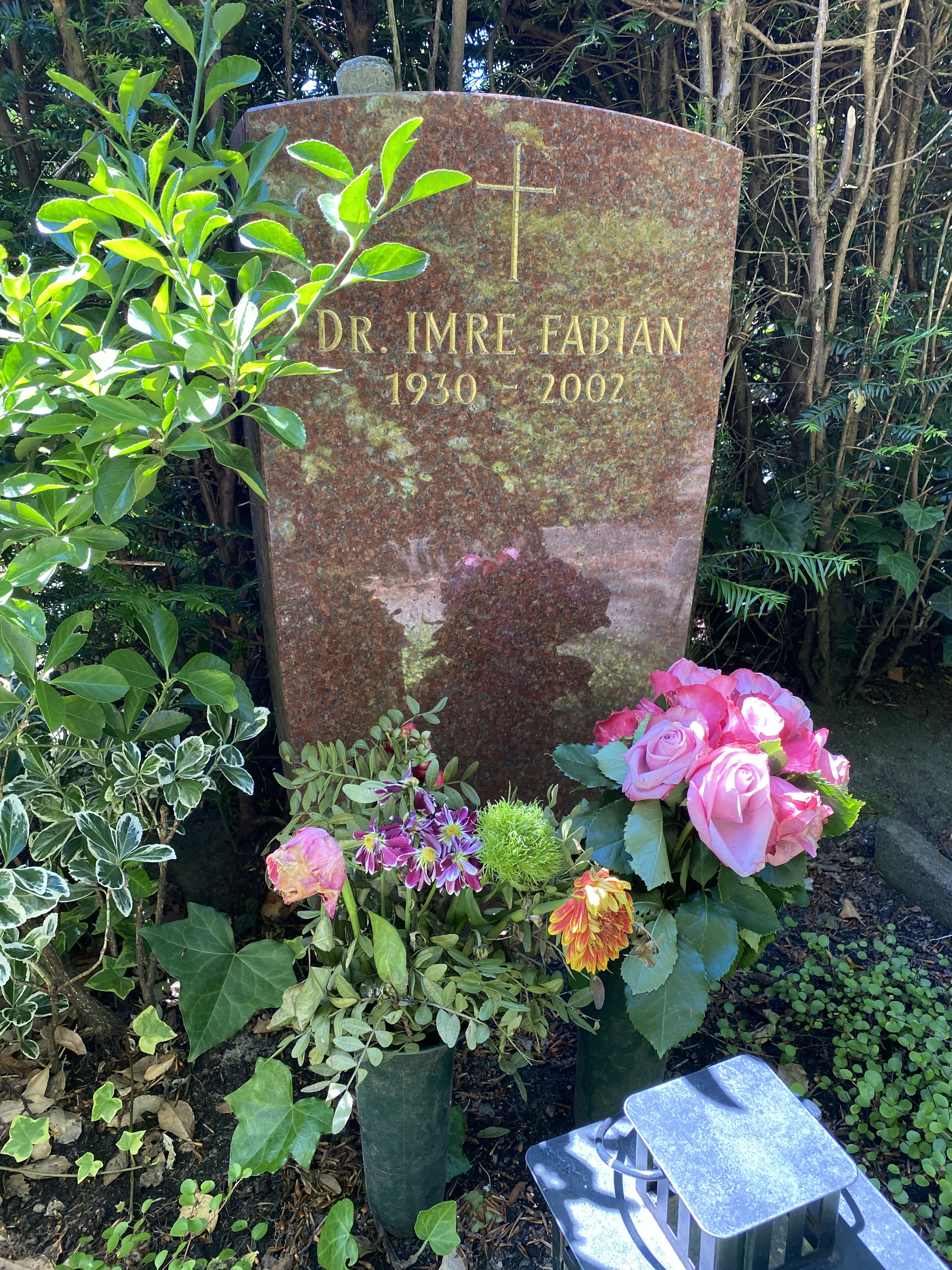
Grabstätte

Fábián studierte von 1954 bis 1959 Musikwissenschaft an der Musikakademie Budapest. Seine Dissertation war eine Monographie über Richard Strauss, die er 1962 veröffentlichte. Ab 1954 arbeitete er als Angestellter des ungarischen Rundfunks. Er gestaltete Radio- und Fernsehprogramme und verfasste Musikkritiken sowie Berichte über Musik, Volksfreiheit und Film, Theater, Musik. In einer Wochenschrift wirkte er von 1954 bis 1970 primär als Musikkritiker.
1970 verließ Fábián mit seiner Familie Ungarn. Von 1971 bis 1994 war er Chefredakteur des Musikmagazins Opernwelt.
Sein Hauptinteresse galt der Musik- und Operngeschichte des 20. Jahrhunderts. 1961 veröffentlichte er in Zusammenarbeit mit seinem Lehrer Rezső Kókai einen Band über Musik des 20. Jahrhunderts, gefolgt von einer 1966 von Fabian zusammengestellten Textsammlung (Musik des 20. Jahrhunderts. Musiker, Ästhetiker über die Musik unseres Jahrhunderts). 1964 schrieb er in Zusammenarbeit mit Zoltán Gárdonyi, Benjámin Rajeczky und Bence Szabolcsi den Artikel über Ungarn in der Enzyklopädie Musik in Geschichte und Gegenwart.
Imre Fábián verstarb im Alter von 72 Jahren und wurde auf dem Friedhof Bernadottestraße im Hamburger Stadtteil Ottensen beigesetzt.